# Associazione Calcio Foligno 1930-1931
Questa pagina raccoglie i dati riguardanti l'Associazione Calcio Foligno nelle competizioni ufficiali della stagione 1930-1931.

## Rosa
| N. |                   | Ruolo | Calciatore           |
| -- | ----------------- | ----- | -------------------- |
|    | Italia (bandiera) | D     | Barese               |
|    | Italia (bandiera) | D     | Antonio Bianchi      |
|    | Italia (bandiera) | A     | Mario Bussich        |
|    | Italia (bandiera) | A     | Antonio Maddaluno    |
|    | Italia (bandiera) | D     | Tommaso Marcheggiani |
|    | Italia (bandiera) | C     | Ugo Masi             |

| N. |                   | Ruolo | Calciatore       |
| -- | ----------------- | ----- | ---------------- |
|    | Italia (bandiera) | C     | Aldo Montanari   |
|    | Italia (bandiera) | D     | Bruno Monti      |
|    | Italia (bandiera) | C     | Orfeo Pagliari   |
|    | Italia (bandiera) | A     | Osvaldo Scarponi |
|    | Italia (bandiera) | P     | Fulvio Turatto   |